# Аймблър (град, Орегон)
Аймблър (на английски: Imbler) е град в окръг Юниън, щата Орегон, САЩ. Аймблър е с население от 295 жители (2006) и обща площ от 0,6 km². Намира се на 830,6 m надморска височина. ЗИП кодът му е 97841, а телефонният му код е 541.